# Academi
Академі (Academi), до січня 2010 року відома як Xe Services LLC, до лютого 2009 року - як Blackwater  — одна з найбільших приватних військових компаній США, заснована у 1997 року Еріком Прінсом та Елом Кларком. Компанія найбільш відома під своєю первісною назвою — «Блеквотер» (Blackwater).

## Розташування
Офіси компанії розташовані у західному передмісті Вашингтону — громаді Маклейн (штат Вірджинія). Центр тактичної підготовки знаходиться у громаді Мойок (штат Північна Кароліна)

## Діяльність
В центрі проводиться тренування більш ніж 40 000 чоловік на рік, в основному зі США або інших іноземних військових та поліцейських служб. В тренування входить навички виконання військових наступальних і оборонних операцій, а також у менших масштабах заходи забезпечення безпеки персоналу. Близько 90% прибутків компанії надходять від контрактів з урядом США. Компанія Блеквотер є однією з трьох найбільших приватних охоронних компаній США, які виконують контракти для уряду країни, зокрема у військових операціях в Іраку. У жовтні 2008 року працівників компанії звинуватили у навмисних вбивствах мирних жителів під час операції в Іраку.

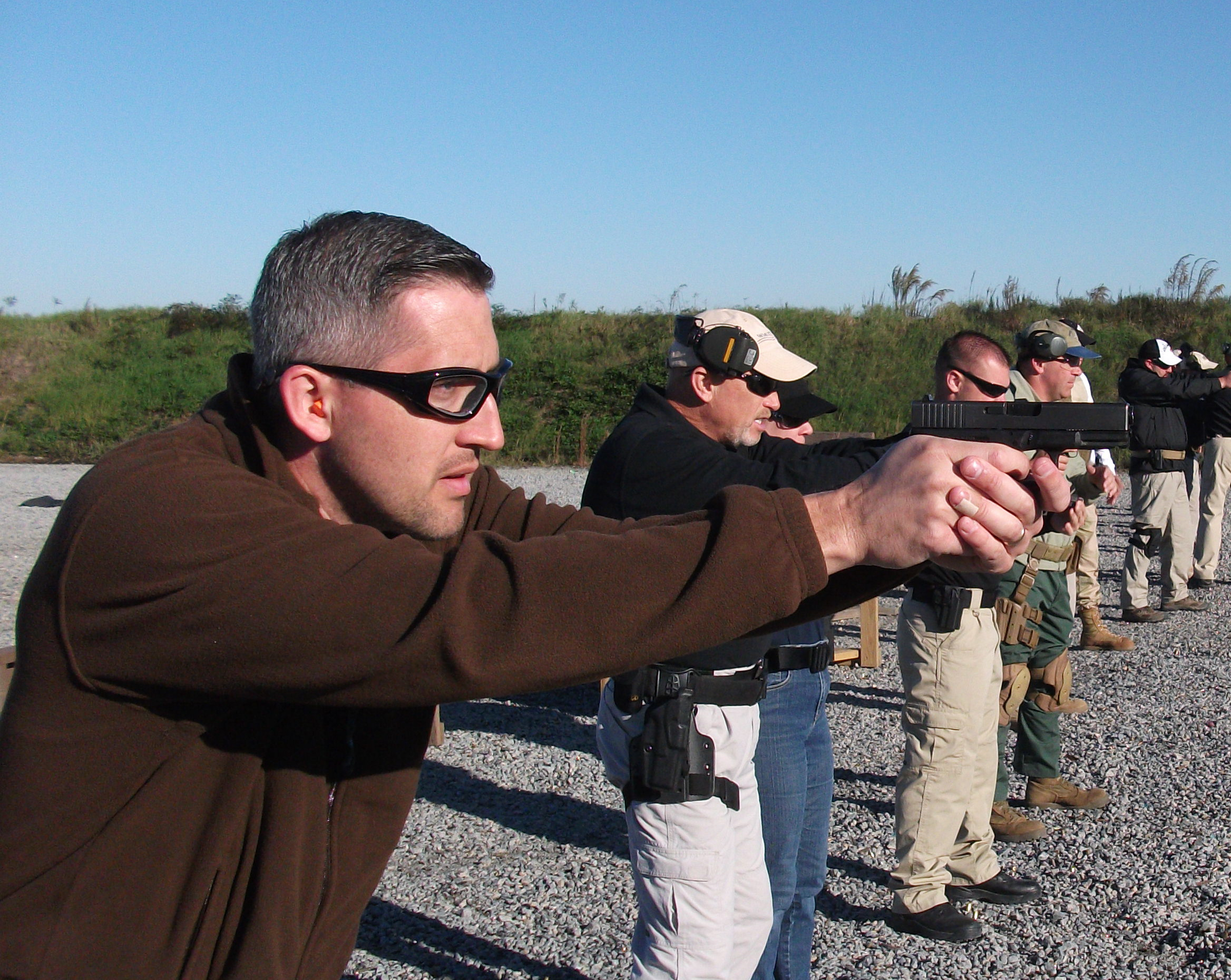
Тренування стрільців у Північній Кароліні.